# Meng Meng und Jiao Qing
Meng Meng (chinesisch 夢夢 / 梦梦, Pinyin Mèngmèng – „Träumchen“; * 10. Juli 2013 in Chengdu) und Jiao Qing (嬌慶 / 娇庆,  Jiāoqìng – „Schätzchen“; * 15. Juli 2010 in Chengdu) sind ein Pandabären-Pärchen (Ailuropoda melanoleuca). Zwischen der Bundesrepublik Deutschland und der Volksrepublik China wurde die auf 15 Jahre festgelegte Dauerleihgabe für den Zoologischen Garten Berlin vertraglich geregelt. Die Bären kamen mit einem Spezialflugzeug am 23. Juni 2017 nach Berlin und werden seit dem 6. Juli 2017 in einer neugebauten Pandabärenanlage dem Publikum gezeigt.

## Geschichte

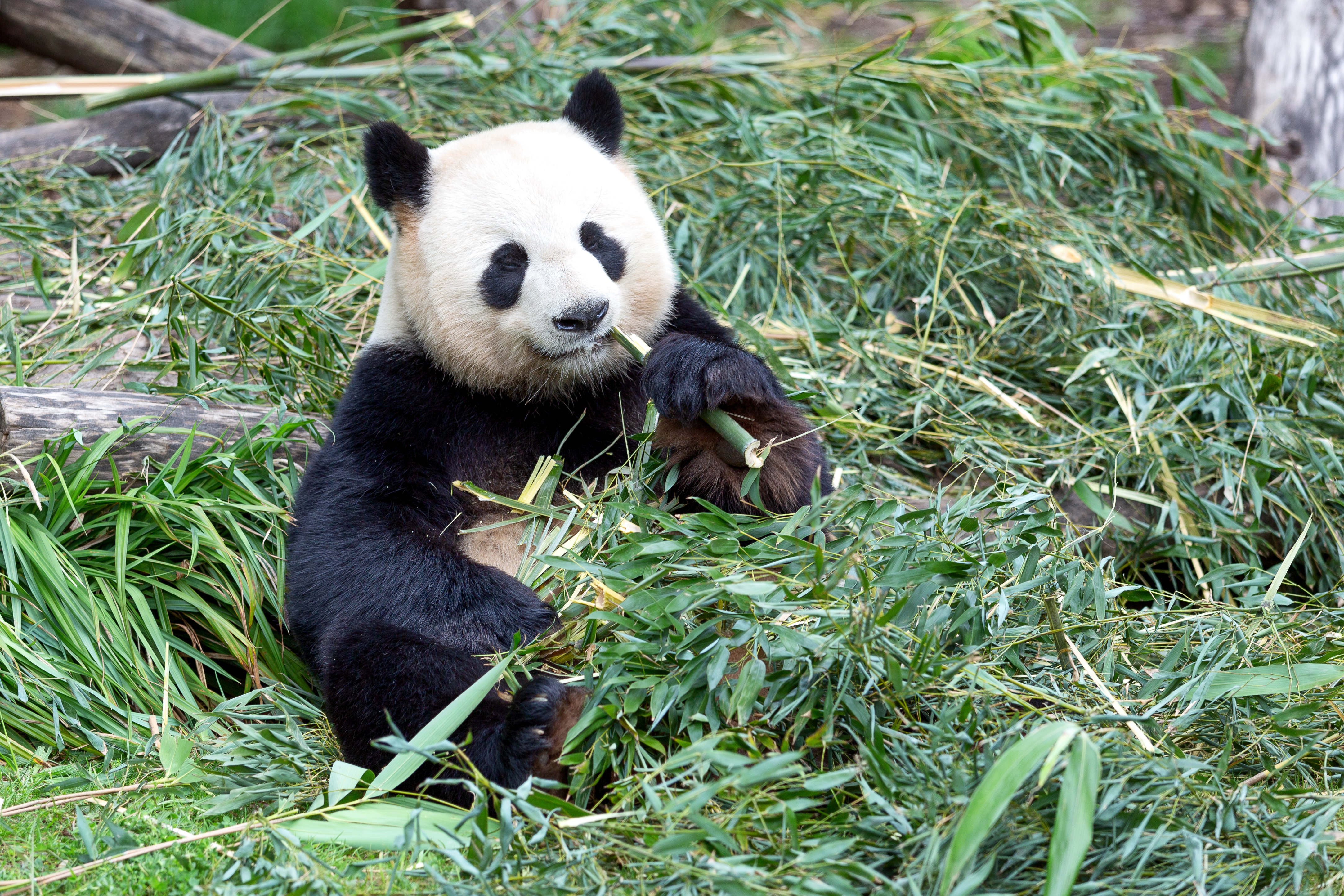
Jiao Qing im Mai 2020

Der Berliner Zoo ist der einzige zoologische Garten in Deutschland, der Riesenpandas zeigt. Die von den Chinesen vergebenen Namen Meng Meng und Jiao Qing sind das dritte Pandapaar im Berliner Zoo. Die Vereinbarung von 2017 soll vor allem helfen, die bedrohte Tierart auch außerhalb ihres Lebensraumes den Menschen näher zu bringen und sie für die Zucht einzusetzen.

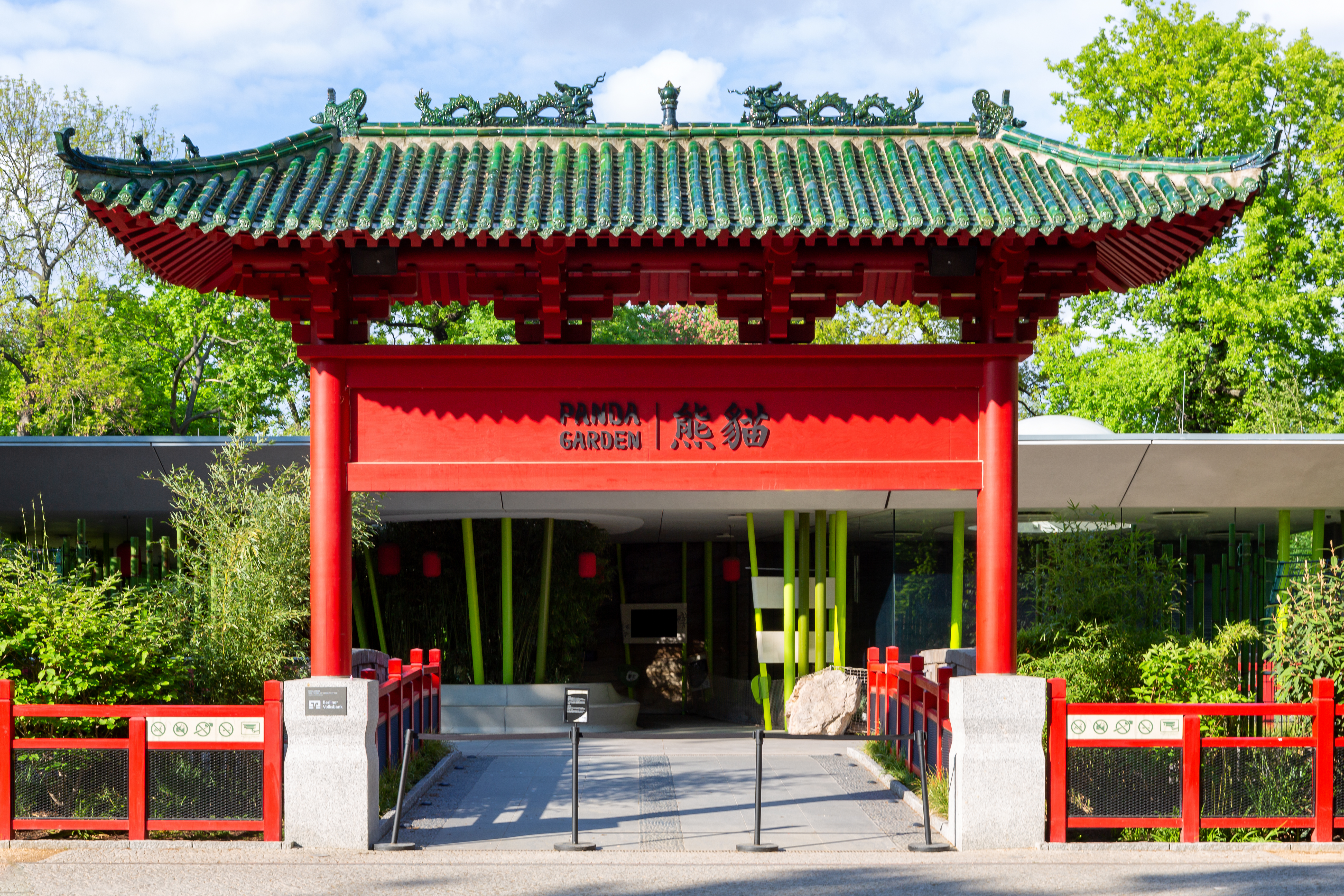
Eingang zum Panda Garden

Nach einer Eingewöhnungsphase in der für neun Millionen Euro errichteten neuen Anlage Panda Garden weihten der chinesische Staatspräsident Xi Jinping und Bundeskanzlerin Angela Merkel das Gehege am 5. Juli 2017 offiziell ein. Seit dem 6. Juli können alle Interessenten die Neuzugänge besichtigen. Am ersten öffentlichen Besuchstag sind bereits 10.000 Personen gezählt worden. Um die Bären vor zu vielen Neugierigen auf einmal zu schützen, dürfen immer nur kleinere Gruppen die Anlage betreten.
Zusammen mit den Bären reisten zwei chinesische Tierpfleger sowie ein Tierarzt aus dem Berliner Zoologischen Gartens mit umfangreichen Bambusvorräten nach Berlin und landeten auf dem Flughafen Schönefeld.
Meng Meng und Jiao Qing stammen aus der chinesischen Zuchtstation Chengdu, wo beide auch geboren wurden. Das Weibchen Meng Meng (Zuchtbuchnummer: 868) wog bei seiner Geburt 105 Gramm. Vatertier war Yong Yong (勇勇 / 勇勇,  yǒngyong – „mutig, Mut“, Zuchtbuchnummer: 584, * 2004) und das Muttertier Er Yatou (二丫頭 / 二丫头,  èr'yātou – „zweite Schwester“, Zuchtbuchnummer: 401, * 1993). Bei ihrem Eintreffen in Berlin wog Meng Meng laut Zuchtbuch 88 kg und ihre Charaktereigenschaften wurden mit „rundes Gesicht, kurze Nase, eine liebevolle Persönlichkeit, benimmt sich als große Schwester, weiß sich zu verkaufen, wird gern fotografiert, posiert gern vor der Kamera“ angegeben. Jiao Qing (Zuchtbuchnummer: 769) wog bei seiner Geburt 108 Gramm. Vatertier war Ke Di (Zuchtbuchnummer: 386), Muttertier Jiao Zi (Zuchtbuchnummer: 425). Bei seinem Eintreffen in Berlin wog Jiao Qing laut Zuchtbuch 112 kg und seine Charaktereigenschaften wurden mit „rundes Gesicht, extrovertiert, lebhaft, manchmal gereizt, mag Sport und ist sehr frech“ angegeben.

### Nachwuchs
Am Abend des 31. August 2019 brachte Meng Meng zwei Jungtiere zur Welt.
Im Dezember wurde bekannt, dass beide Jungtiere männlich sind und auf die Namen Meng Xiang (夢想 / 梦想,  mèngxiǎng – „ersehnter Traum“) und Meng Yuan (夢圓 / 梦圆,  Mèngyuán – „erfüllter Traum“) getauft wurden. Ihre Spitznamen sind Pit und Paule.
Vereinbarungsgemäß sollten sie Mitte Dezember 2023 nach China abgegeben werden. So wurden die beiden jungen Pandabären am 16. Dezember 2023 mit einer Frachtmaschine der Air China Cargo zurück zur Panda-Zucht- und Forschungsstation in Chengdu geflogen und kamen dort nach etwa zehn Flugstunden in der chinesischen Provinzhauptstadt von Sichuan an.
Am Nachmittag des 22. August 2024 gebar Meng Meng zwei Jungtiere im Panda-Garten des Berliner Zoos. Die beiden weiblichen Panda-Zwillinge wurden mehrere Wochen nur von ihrer Mutter gesäugt, erst seit dem Öffnen der Augen und den ersten sichtbaren Fellflecken können sie wochentags täglich für eine Stunde den Zuschauern gezeigt werden. Am 6. Dezember 2024 wurden die Namen Meng Hao (夢好 / 梦好,  Mènghǎo – „träumt gut (schön); guter (schöner) Traum“) und Meng Tian (夢甜 / 梦甜,  Mèngtián – „träumt süß; süßer Traum“) bzw. die Spitznamen „Leni“ und „Lotti“ bekanntgegeben.

## Übersicht der Pandas in Berlin
Die folgende Tabelle gibt eine Übersicht der in den zoologischen Einrichtungen der Stadt Berlin geborenen und gehaltenen Großen Pandas.
| Name              | Lebensdaten                       | Geschlecht | Einrichtung | Zeit in Berlin                        | Bemerkung                                     | Quelle |
| ----------------- | --------------------------------- | ---------- | ----------- | ------------------------------------- | --------------------------------------------- | ------ |
| Happy             | * September 1935; † 10. März 1946 | ♂          | Zoo         | 1939                                  | 63 Tage                                       | –      |
| Chi Chi           | * 1955 (?); † 22. Juli 1972       | ♀          | Tierpark    | 2.–26. August 1958                    | Geburtsdatum geschätzt                        | –      |
| Tjen Tjen         | * (?); † 8. Februar 1984          | ♀          | Zoo         | 5. November 1980 – 8. Februar 1984    | Geburtsdatum unbekannt                        | –      |
| Bao Bao           | * 1978; † 22. August 2012         | ♂          | Zoo         | 5. November 1980 – 22. August 2012    | –                                             | –      |
| Yan Yan           | * 1985 (?); † 26. März 2007       | ♀          | Zoo         | 14. April 1995 – 26. März 2007        | Geburtsdatum geschätzt                        | –      |
| Meng Meng         | * 10. Juli 2013                   | ♀          | Zoo         | seit 23. Juni 2017                    | –                                             | –      |
| Jiao Qing         | * 15. Juli 2010                   | ♂          | Zoo         | seit 23. Juni 2017                    | –                                             | –      |
| Meng Xiang „Pit“  | * 31. August 2019                 | ♂          | Zoo         | 31. August 2019 – Mitte Dezember 2023 | Spitzname: „Pit“, im Berliner Zoo geboren a   | [ 22 ] |
| Meng Yuan „Paule“ | * 31. August 2019                 | ♂          | Zoo         | 31. August 2019 – Mitte Dezember 2023 | Spitzname: „Paule“, im Berliner Zoo geboren a | [ 22 ] |
| Meng Hao „Leni“   | * 22. August 2024                 | ♀          | Zoo         | seit 22. August 2024                  | Spitzname: „Leni“, im Berliner Zoo geboren a  | [ 23 ] |
| Meng Tian „Lotti“ | * 22. August 2024                 | ♀          | Zoo         | seit 22. August 2024                  | Spitzname: „Lotti“, im Berliner Zoo geboren a | [ 23 ] |